# Südafrikanische Cricket-Nationalmannschaft gegen Irland in der Saison 2022
Die Tour der südafrikanischen Cricket-Nationalmannschaft gegen Irland in der Saison 2022 fand vom 3. bis zum 5. August 2022 statt. Die internationale Cricket-Tour war Bestandteil der Internationalen Cricket-Saison 2022 und umfasste zwei Twenty20s. Südafrika gewann die Serie 2–0.

## Vorgeschichte
Irland bestritt zuvor eine Tour gegen Neuseeland, Südafrika bestritt um diese Tour herum eine Tour in England. Das letzte Aufeinandertreffen der beiden Mannschaften bei einer Tour fand in der Saison 2021 in Irland statt.

## Stadien
Das folgende Stadion wurde für die Tour als Austragungsort ausgewählt und am 1. März 2022 bekanntgegeben.
| Stadion               | Stadt   | Kapazität | Spiele      |
| --------------------- | ------- | --------- | ----------- |
| Bristol County Ground | Bristol | 17.500    | 1. & 2. T20 |

## Kaderlisten
Südafrika benannte seine Kader am 29. Juni 2022.
| Twenty20 | Twenty20 |
| Irland | Südafrika |
| --- | --- |
| - Andrew Balbirnie (K) - Mark Adair - Curtis Campher - Gareth Delany - George Dockrell - Stephen Doheny - Fionn Hand - Graham Hume - Josh Little - Andy McBrine - Barry McCarthy - Paul Stirling - Harry Tector - Lorcan Tucker - Craig Young | - David Miller (K) - Gerald Coetzee - Quinton de Kock (wk) - Reeza Hendricks - Heinrich Klaasen - Keshav Maharaj - Aiden Markram - Lungi Ngidi - Anrich Nortje - Wayne Parnell - Andile Phehlukwayo - Dwaine Pretorius - Kagiso Rabada - Rilee Rossouw - Tabraiz Shamsi - Tristan Stubbs - Rassie van der Dussen |

## Twenty20 Internationals

### Erstes Twenty20 in Bristol
| 3. August Scorecard | Bristol | Südafrika 211-5 (20)          | – | Irland 190-9 (20) |
|                     |         | Südafrika gewinnt mit 21 Runs |   |                   |

Südafrika gewann den Münzwurf und entschied sich als Schlagmannschaft zu beginnen. Für Südafrika etablierte sich Eröffnungs-Batter Reeza Hendricks, der mit dem vierten Schlagmann Aiden Markram eine Partnerschaft aufbaute. Markram schied nach einem Half-Century über 56 Runs aus und ein Ball später Hendricks nach einem Fifty über 74 Runs. Eine weitere Partnerschaft konnten Tristan Stubbs und Dwaine Pretorius bilden. Stubbs schied nach 24 Runs aus, während Pretorius mit 21* Runs das Innings beendete. Bester irischer Bowler war Gareth Delany mit 2 Wickets für 31 Runs. Die irischen Eröffnungs-Batter Paul Stirling und Andrew Balbirnie bildeten eine erste Partnerschaft. Nachdem Balbirnie nach 14 Runs ausgeschieden war, folgte ihm Lorcan Tucker. Stirling verlor nach 18 Runs sein Wicket und nach dem Verlust dreier weitere Wickets fand Tucker George Dockrell als Partner. Tucker verlor dann nach einem Fifty über 78 Runs sein Wicket und kurz darauf Dockrell nach 43 Runs. Den verbliebenen Battern gelang es nicht mehr die Vorgabe einzuholen. Beste südafrikanische Bowler mit jeweils 2 Wickets waren Keshav Maharaj für 29 Runs, Tabraiz Shamsi für 37 Runs und Wayne Parnell für 36 Runs. Als Spieler des Spiels wurde Reeza Hendricks ausgezeichnet.

### Zweites Twenty20 in Birmingham
| 5. August Scorecard | Bristol | Südafrika 182-6 (20)          | – | England 138 (18.5) |
|                     |         | Südafrika gewinnt mit 44 Runs |   |                    |

Irland gewann den Münzwurf und entschied sich als Feldmannschaft zu beginnen. Für Südafrika etablierte sich zunächst Reeza Hendricks, der mit dem vierten Schlagmann Aiden Markram einen Partner fand. Hendricks schied nach 42 Runs aus und kurz darauf Markram nach 27 Runs. Ihnen folgten Heinrich Klaasen und David Miller. Klaasen schied nach 39 Runs aus und der ihm folgende Dwaine Pretorius erreichte 17 Runs. Miller beendete das Innings ungeschlagen mit 32* Runs. Bester irischer Bowler war Gareth Delany mit 2 Wickets für 24 Runs. Für Irland konnte Eröffnungs-Batter Paul Stirling mit dem vierten Schlagmann Harry Tector eine Partnerschaft aufbauen. Stirling schied nach 28 Runs aus und wurde durch Curtis Campher ersetzt der 19 Runs erreichte. Kurz darauf schied nach Tector nach 34 Runs aus. Von den verbliebenen Battern konnte Barry McCarthy 32 Runs erzielen, doch endete das Innings, als er sein Wicket verlor. Beste südafrikanische Bowler waren Wayne Parnell mit 5 Wickets für 30 Runs und Dwaine Pretorius mit 3 Wickets für 33 Runs. Als Spieler des Spiels wurde Wayne Parnell ausgezeichnet.

## Auszeichnungen

### Player of the Series
Als Player of the Series wurden der folgende Spieler ausgezeichnet.
| Serie   | Player of the Series |
| ------- | -------------------- |
| Tweny20 | Reeza Hendricks      |

### Player of the Match
Als Player of the Match wurden die folgenden Spieler ausgezeichnet.
| Spiel       | Player of the Match |
| ----------- | ------------------- |
| 1. Twenty20 | Reeza Hendricks     |
| 2. Twenty20 | Wayne Parnell       |